# 阿波国分寺

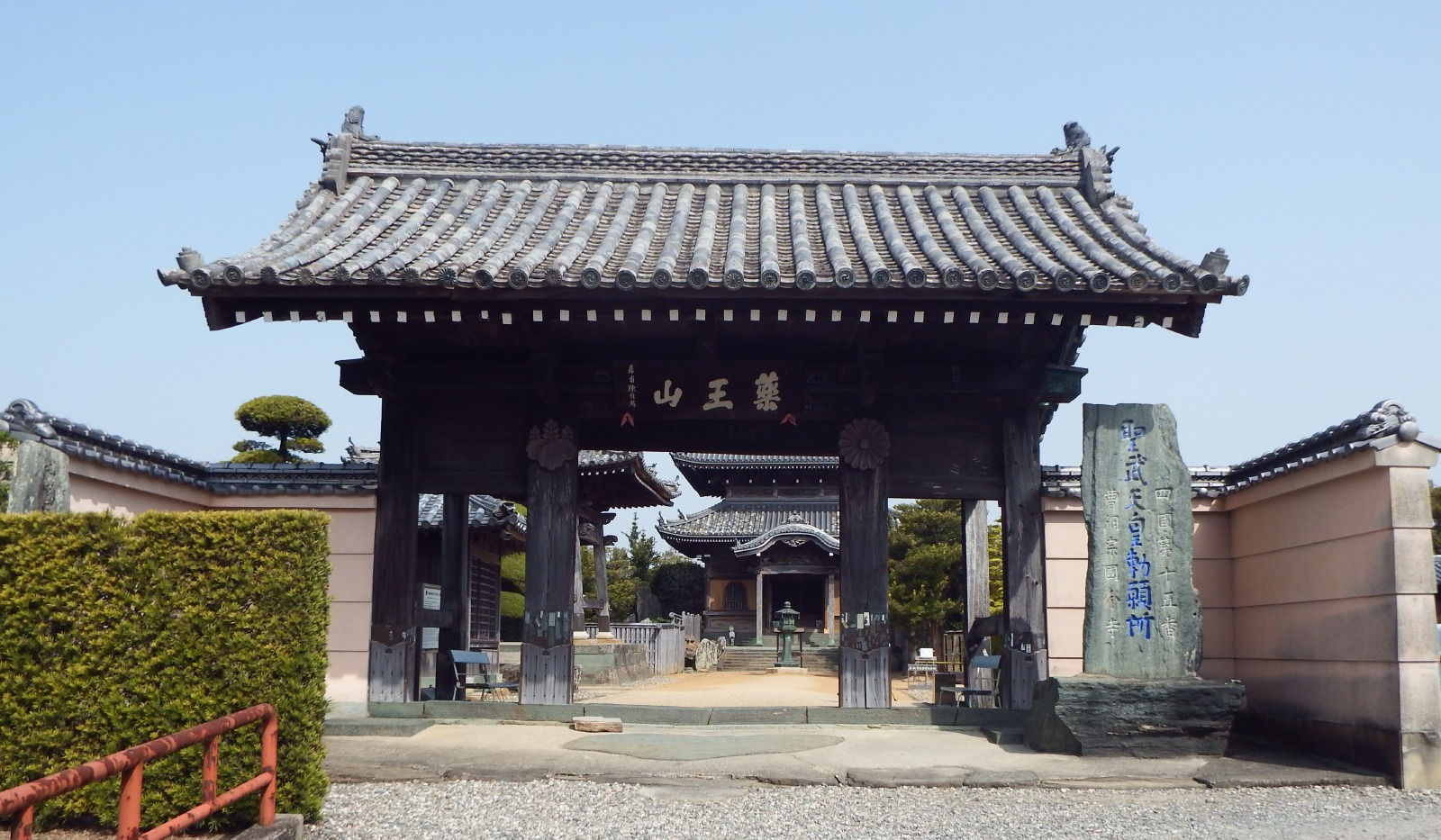
山門

阿波国分寺（あわこくぶんじ）は、徳島県徳島市国府町矢野に位置する曹洞宗の寺院。薬王山（やくおうさん）、金色院（こんじきいん）と号す。本尊は薬師如来。四国八十八箇所第十五番札所。札所寺院としては単に国分寺と呼ぶのが通例である。
- 本尊真言：おん ころころ せんだりまとうぎ そわか
- ご詠歌：薄く濃くわけわけ色を染めぬれば　流転生死（るてんちょうじ）の秋のもみじ葉（ば）

## 歴史
天平13年（741年）、聖武天皇が発した国分寺建立の詔により諸国に建てられた国分寺の一つ。寺伝では行基が自ら薬師如来を刻んで開基し、聖武天皇から釈迦如来像と大般若経、光明皇后の位牌厨子が納められたと伝わっている。当初は法相宗の寺院として七堂伽藍を有する大寺院であった。弘仁年間（810 – 824年）に空海（弘法大師）が巡錫した際に真言宗に改宗したとされる。
史実としては、正確な成立過程は不明であるが、『続日本紀』に天平勝宝8歳（756年）、聖武天皇の周忌に際し、阿波国を含む26か国の国分寺に仏具等を下賜したとの記載があり、遅くともこの頃には完成していたことがわかる。
天正年間（1573 – 1592年）土佐の長宗我部元親率いる軍の兵火によって焼失。長らく荒廃していたが、寛保元年（1741年）に徳島藩主蜂須賀家の命により郡奉行速水角五郎が復興にかかり、丈六寺の吼山養師和尚が再建したことから延享3年（1746年）真言宗派から曹洞宗に改め宇治興聖寺の末寺となった。

## 伽藍
- 山門
- 本堂（瑠璃殿）：文政9年（1826）頃の再建。2015年から2020年末まで屋根の修繕と耐震補強工事。

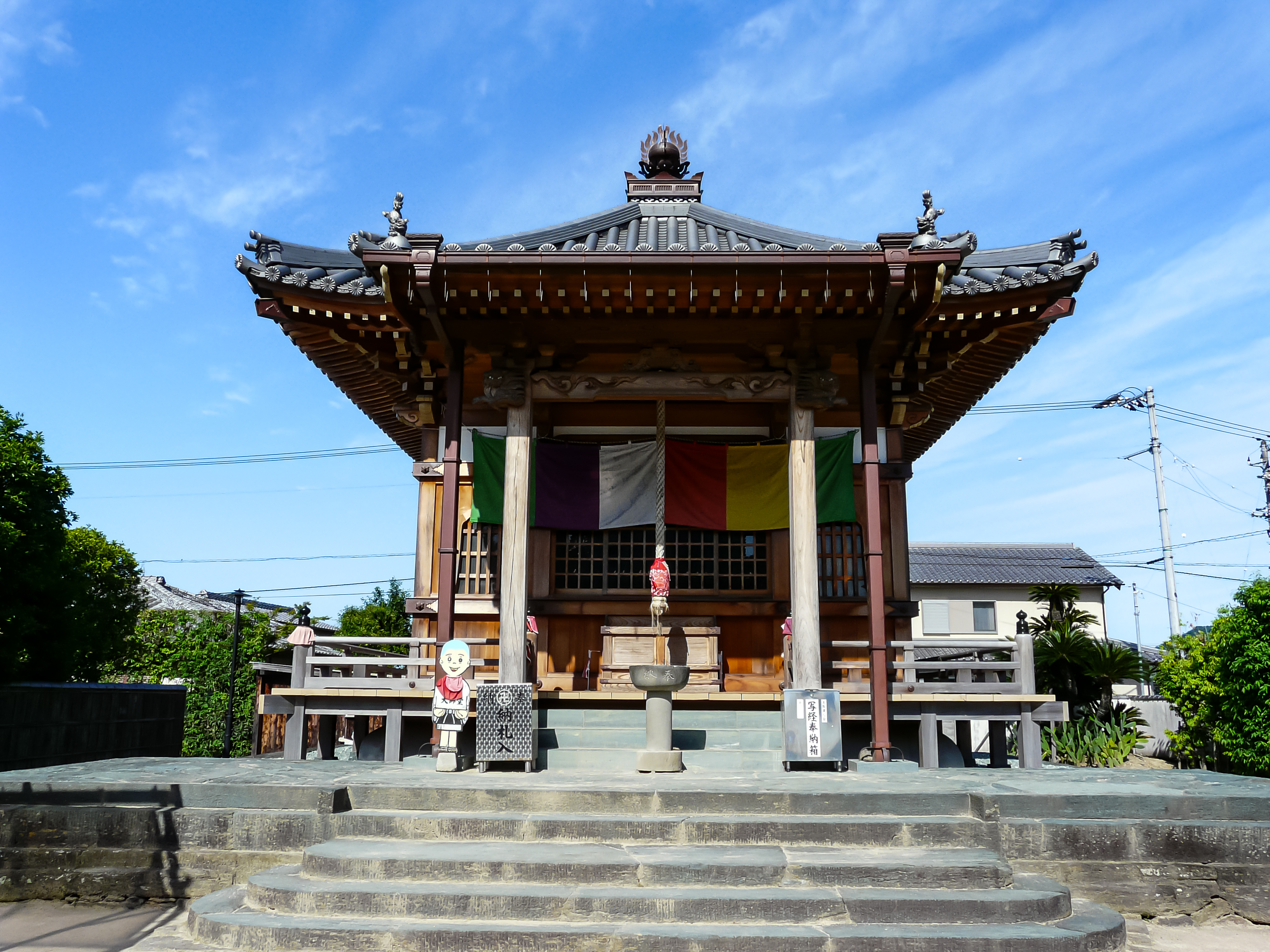
大師堂

- 大師堂：1996年に火災で焼失したが2014年に新築再建された。
- 烏瑟沙摩明王堂
- 白山大権現・秋葉大権現・瑜伽大権現・大聖歓喜天を祀る神棚が中にある堂
- 地蔵堂：地蔵菩薩坐像（石像）
- 七重塔礎石：奈良時代に建てられた七重塔の巨大な礎石が残されている。
- 庭園（国の名勝）：納経所に声をかければ見学ができる。拝観時間は午前9時〜午後4時半で、拝観料は300円。
- 鐘楼堂

単層の山門を入ると右手に手水場が、左手には地蔵堂、七重塔礎石、鐘楼堂と並び、正面奥に本堂がある。本堂の手前右に大師堂がある。烏瑟沙摩明王堂はその横にある。納経所は境内の右手奥にあり、庭園の入口は納経所の左にある。
- 宿坊：なし
- 駐車場：普通車は無料で10台、大型は進入不可。

## 文化財
国指定の名勝
- 阿波国分寺庭園：西南方に東西43 m、南北42 m、面積1,900 m2。「阿波の青石」（緑色の結晶片岩）を豪快に組んだ枯山水が特徴、戦国武将三好氏が16世紀後半の安土桃山時代に築かれたと推定され、一部は江戸後期に大幅に改修された。高さ4.3 m余の立石（りっせき）は全国最大級[1]。昭和41年に重森三玲により実測調査。平成12年3月30日指定。[2][3]

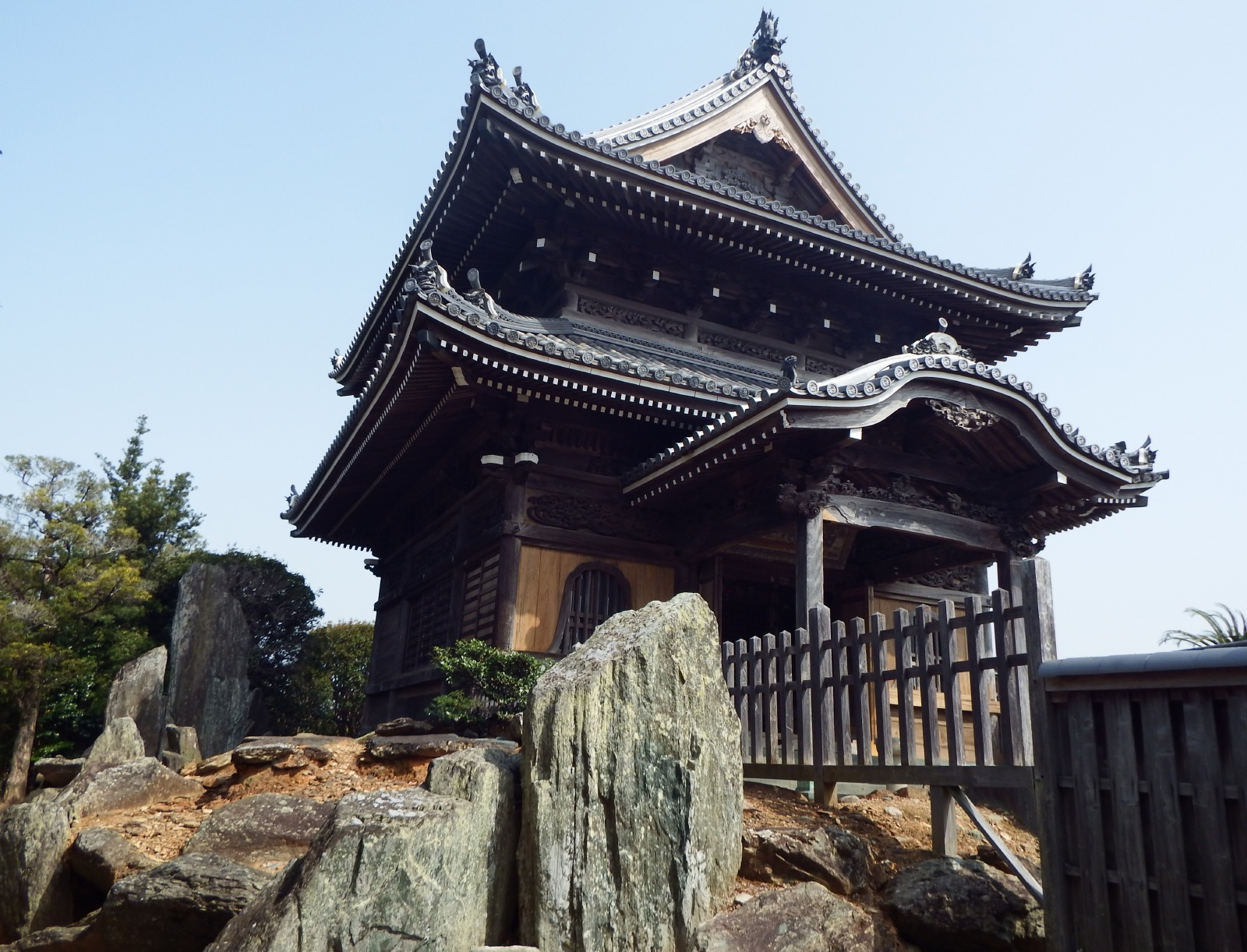
庭園の西側
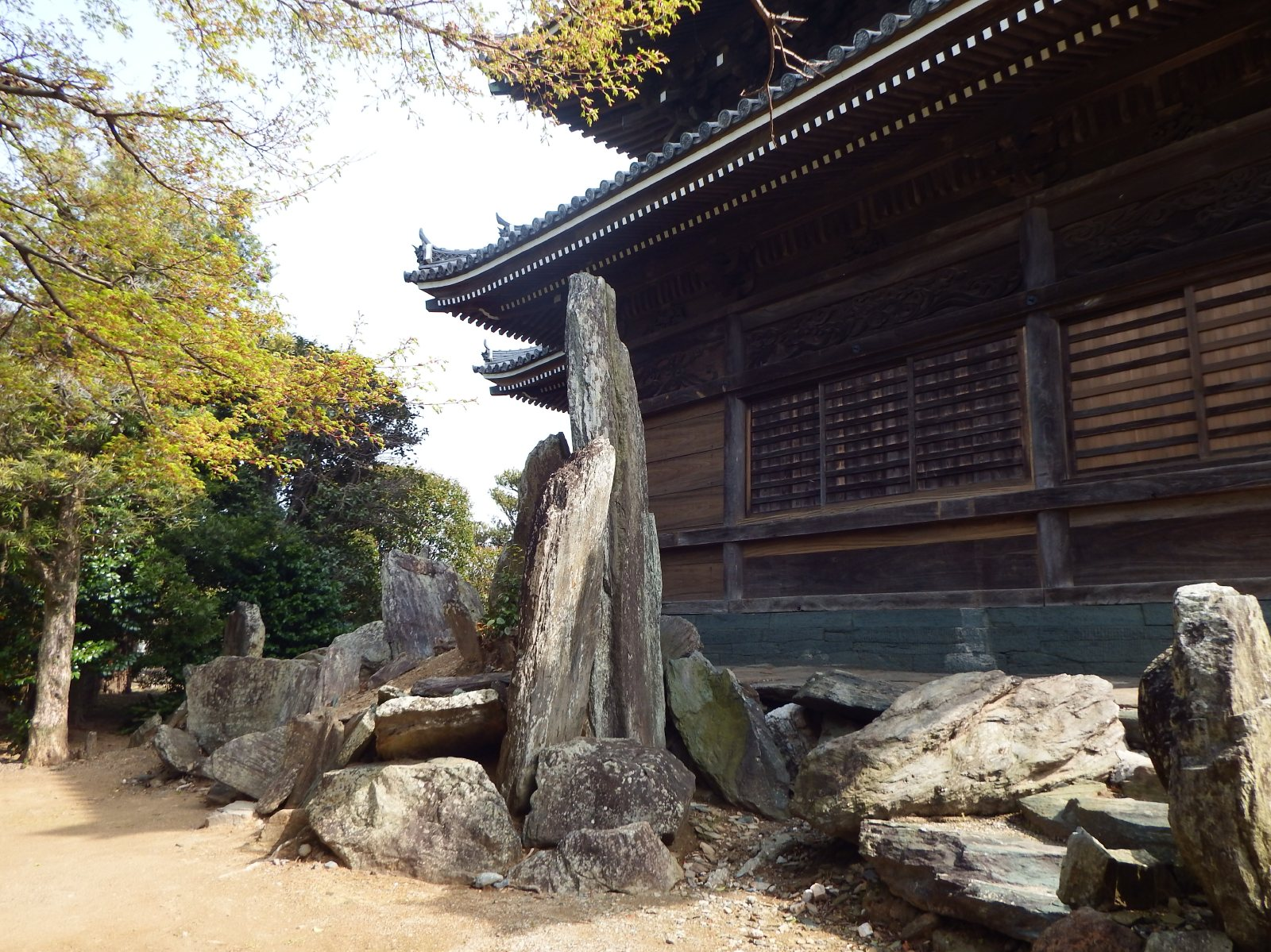
4.3ｍの立石
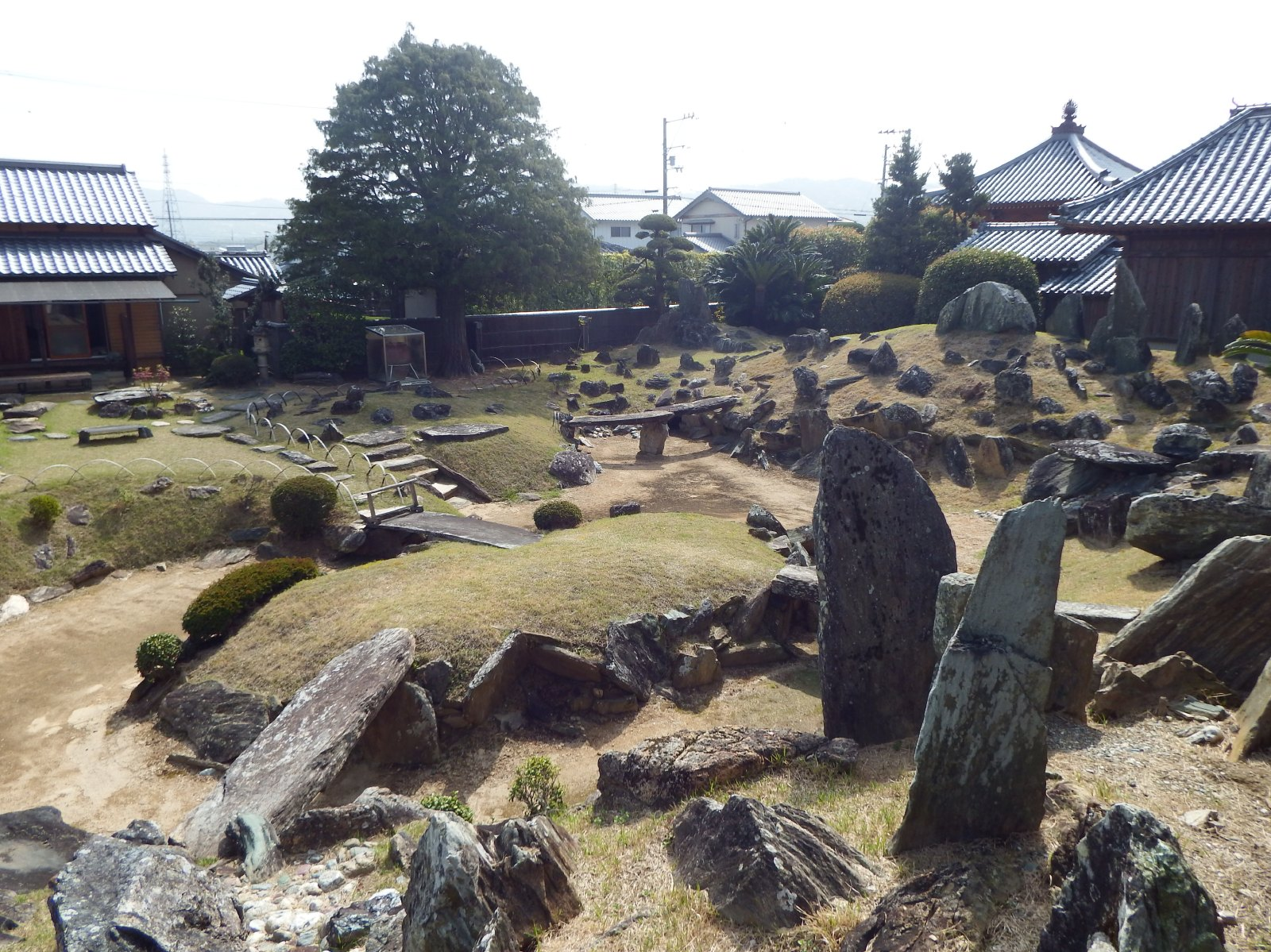
庭園の東側
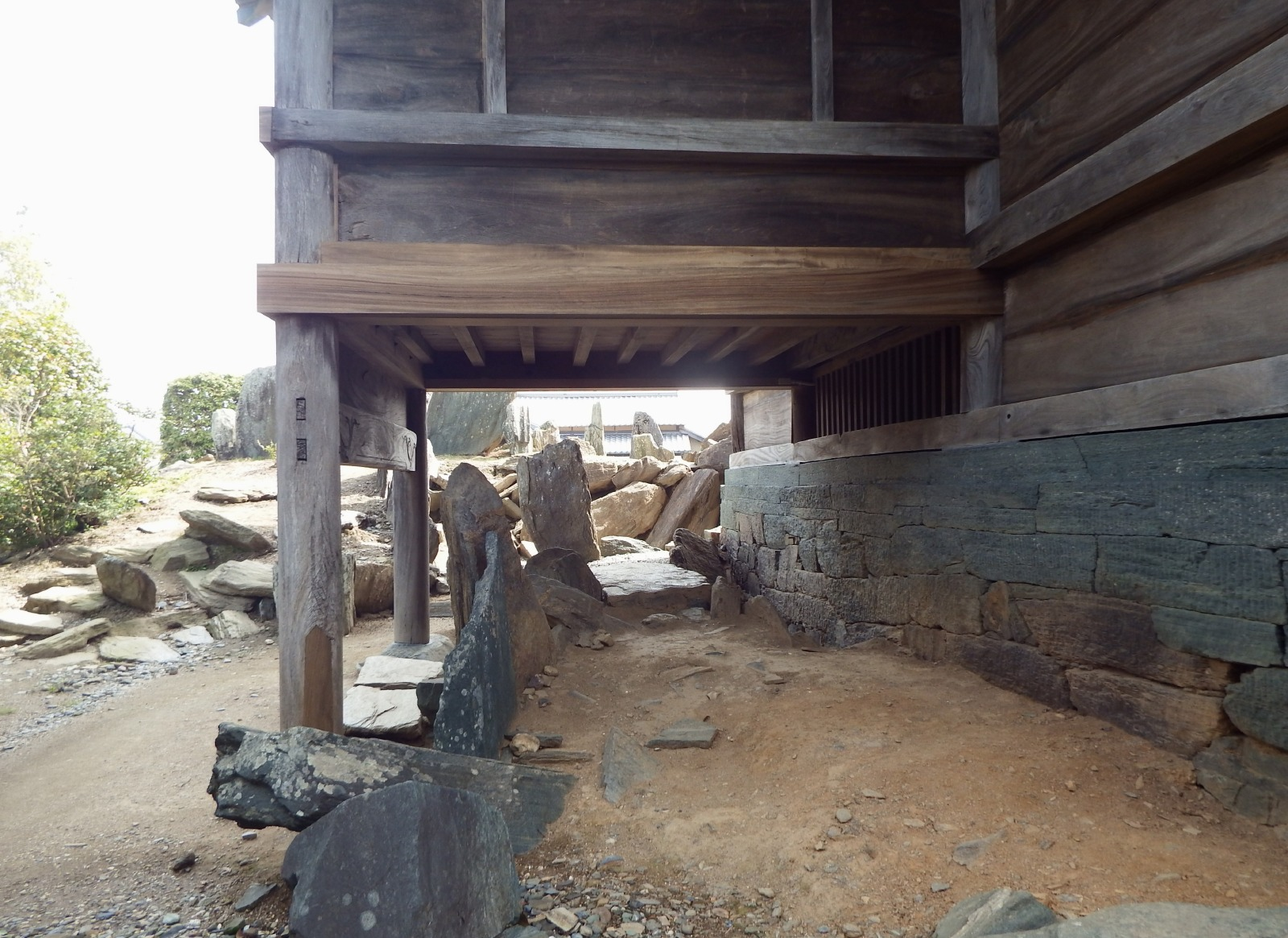
本堂背後

県指定の史跡

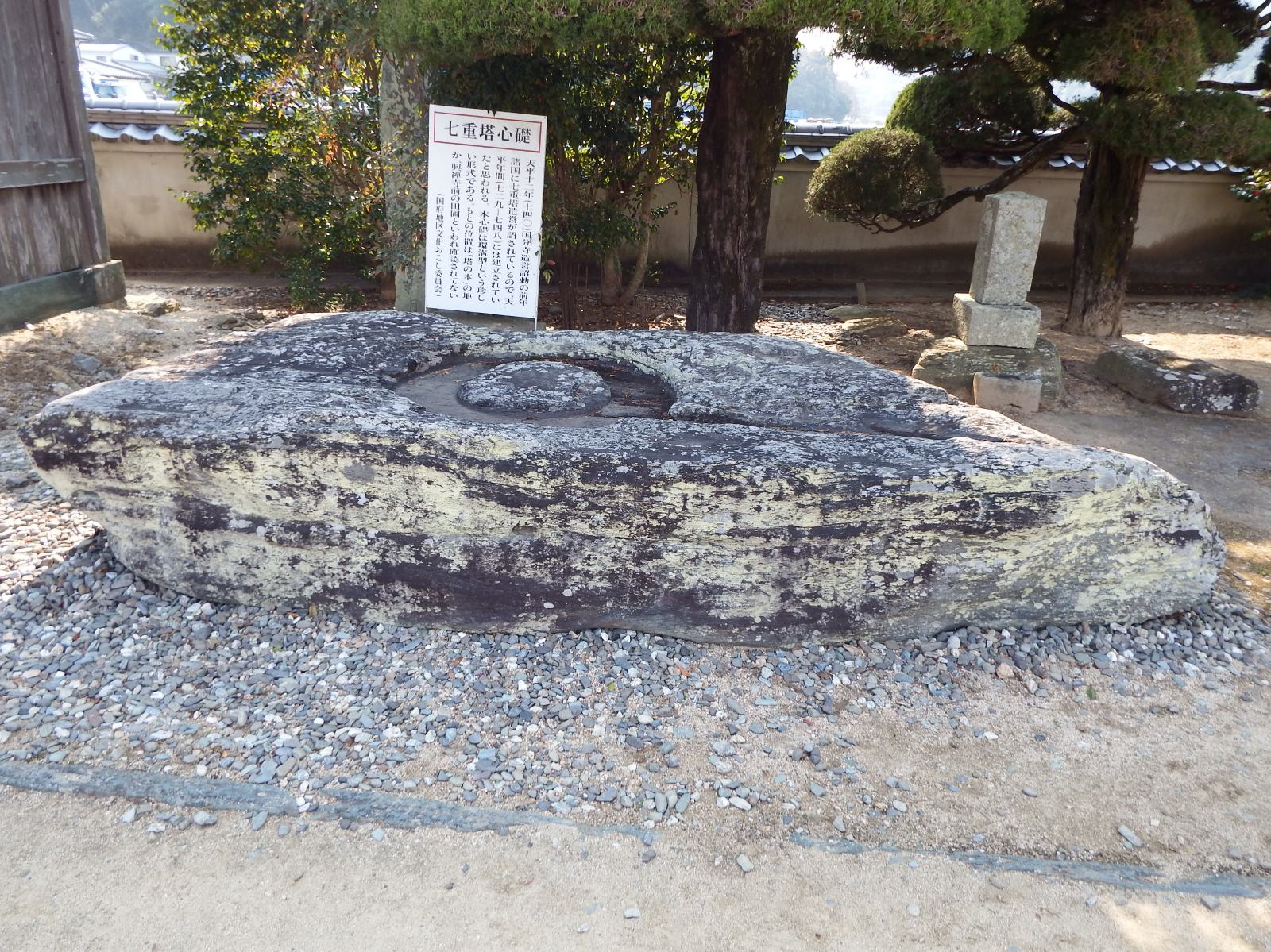
塔心礎

- 阿波国分寺跡：天平時代に全国に創建された一つで西に七重塔を配し金堂・講堂が直線上に並ぶ東大寺式伽藍配置を有し、現境内を含む方2町（約218 m四方）と推定されている。昭和28年7月21日指定[4]。塔心礎は現境内の南西の水田から出土したもの[5]。

## 交通案内
鉄道
- 四国旅客鉄道（JR四国） 徳島線 – 府中駅下車 (2.6 km)

バス
- 徳島バス 神山線（延命経由）・天の原西線 「国分寺前」下車 (0.4 km)

道路
- 一般道：国道192号 矢野 (0.4 km)
- 自動車道：徳島自動車道 藍住IC (7.9 m)、高松自動車道 板野IC (11.1 km)

## 周辺の関連遺跡
- 阿波国分尼寺跡：国分尼寺跡。国の史跡。

（阿波国分尼寺跡）
- 阿波国府跡：徳島市国府町と推定されるが、未だ遺跡は見つかっていない。

（阿波国府跡の有力地）
- 阿波総社の後継社：後継神社は、八幡総社両神社で16番観音寺の境内にあり、阿波国式内社50座を勧請した総社と国府八幡宮を合祀したもので安政3年（1856年）再建された。元は観音寺の南方500 mの所に面積三千坪に及ぶ旧社地があったとされ「総社が原」の呼称が今に伝わる。

（八幡総社両神社）
- 阿波総社跡：阿波国総社であったとも云われる大御和神社（おおみわじんじゃ）

（大御和神社）
- 阿波国一宮：阿波国一宮の論社の一つの天石門別八倉比売神社

（天石門別八倉比売神社）
- 徳島市立考古資料館：阿波国分寺の出土品の展示や当時の配置図が見られる。

（徳島市立考古資料館）

## 前後の札所
四国八十八箇所
14 常楽寺 --(0.8 km)-- 15 国分寺 --(1.8 km)-- 16 観音寺